# Mordoc
Mordoc (Unnatural Exposure, dans l'édition originale en anglais) est un roman policier et thriller américain de Patricia Cornwell publié en 1997. C'est le huitième roman de la série mettant en scène le personnage de Kay Scarpetta.

## Résumé
Après la découverte d'un buste sans bras ni tête dans une décharge, tout le monde croit pouvoir relier le cas à 9 autres cas survenus en Irlande et en Virginie. Alors qu'un policier incompétent s'acharne sur un employé de la décharge, Kay Scarpetta est contactée par e mails par un tueur en série. Il dispose d'un virus mortel qui contient une maladie éradiquée depuis plus de trente ans qui n'est autre que la variole .

## Personnages
- Kay Scarpetta : médecin légiste
- Lucy Farinelli : la nièce de Kay, agent du FBI
- Pete Marino : officier de police, ami de Kay
- Benton Wesley : l'amant de Kay Scarpetta.